# Cartel do Golfo
O Cartel do Golfo (Cártel del Golfo, Golfos ou CDG) é um sindicato criminoso e organização de tráfico de drogas no México, e talvez um dos mais antigos grupos de crime organizado do país. Atualmente está sediada em Matamoros, Tamaulipas, diretamente do outro lado da fronteira dos Estados Unidos de Brownsville, Texas.
Sua rede é internacional e acredita-se que tenha negócios com grupos criminosos na Europa, África Ocidental, Ásia, América Central, América do Sul e Estados Unidos. Além do tráfico de drogas, o Cartel do Golfo opera por meio de proteção, assassinatos, extorsões, sequestros e outras atividades criminosas. Os membros do Cartel do Golfo são conhecidos por intimidar a população e por serem particularmente violentos.
Embora seu fundador, Juan Nepomuceno Guerra, tenha contrabandeado bebida alcoólica em grandes quantidades para os Estados Unidos durante a Lei Seca e heroína por mais de 40 anos, somente na década de 1980 o cartel passou a traficar cocaína, metanfetamina e maconha sob o comando de Juan Nepomuceno Guerra e Juan García Ábrego.

## História

### Fundação: 1930–1980
O Cartel do Golfo, um cartel de drogas com sede em Matamoros, Tamaulipas, México, foi fundado na década de 1930 por Juan Nepomuceno Guerra.
Originalmente conhecido como o Cártel de Matamoros, o Cartel do Golfo inicialmente contrabandeou bebida alcoólica e outras mercadorias ilegais para os Estados Unidos. Assim que a era da Lei Seca nos Estados Unidos terminou, o grupo criminoso controlava casas de jogo, redes de prostituição, uma rede de roubo de carros e outros contrabando ilegais. Cresceu significativamente na década de 1970 sob a liderança do chefão Juan García Ábrego.

### Era García Ábrego (1980–1990)
Na década de 1980, García Ábrego começou a incorporar cocaína nas operações de tráfico de drogas e passou a ter vantagem sobre o que hoje era considerado o Cartel do Golfo, a maior dinastia criminosa na Fronteira Estados Unidos–México. Ao negociar com o Cartel de Cali, García Ábrego conseguiu garantir 50% da remessa para fora da Colômbia como pagamento pela entrega, em vez dos 1.500 dólares por quilo que recebiam anteriormente. Essa renegociação, porém, obrigou Garcia Ábrego a garantir a chegada do produto da Colômbia ao seu destino. Em vez disso, ele criou armazéns ao longo da fronteira norte do México para preservar centenas de toneladas de cocaína; isso lhe permitiu criar uma nova rede de distribuição e aumentar sua influência política. Além de traficar drogas, García Ábrego enviaria dinheiro para ser lavado, na casa dos milhões. Por volta de 1994, estimou-se que o Cartel do Golfo movimentava até "um terço de todos os carregamentos de cocaína" para os Estados Unidos dos fornecedores do Cartel de Cali. Durante a década de 1990, a PGR (Procuraduría General de la República), a procuradoria-geral mexicana, estimou que o Cartel do Golfo "vale mais de 10 bilhões de dólares".

#### Corrupção nos Estados Unidos
Os laços de García Ábrego se estenderam além da corrupção do governo mexicano e nos Estados Unidos. Com a prisão de um dos traficantes de García Ábrego, Juan Antonio Ortiz, soube-se que o cartel embarcaria toneladas de cocaína nos ônibus do Serviço de Imigração e Naturalização dos Estados Unidos (INS) entre os anos de 1986 a 1990. Os ônibus eram um ótimo meio de transporte, como observou Antonio Ortiz, pois nunca paravam na fronteira.
Também se soube que, além do golpe do ônibus do INS, García Ábrego tinha um "acordo especial" com membros da Guarda Nacional do Texas que transportariam toneladas de cocaína e maconha do sul do Texas para Houston para o cartel.
O alcance de Garcia Abrego ficou conhecido quando um agente do Federal Bureau of Investigation (FBI) dos Estados Unidos chamado Claude de la O, em 1986, declarou em depoimento contra García Ábrego que ele recebeu mais de 100 000 dólar|dólares]] em propinas e vazou informações que poderiam colocar em risco um FBI informante, bem como jornalistas mexicanos. Em 1989, Claude foi afastado do caso por motivos desconhecidos, aposentando-se um ano depois. García Ábrego subornou o agente na tentativa de obter mais informações sobre as operações policiais dos EUA.

#### Prisão de Ábrego
Os negócios de García Ábrego cresceram tanto que o FBI o colocou no Dez foragidos mais procurados pelo FBI em 1995. Ele foi o primeiro traficante de drogas a estar nessa lista. Em 14-1-1996, García Ábrego foi preso do lado de fora de uma fazenda em Monterrey, Nuevo León. Ele foi rapidamente extraditado para os Estados Unidos, onde foi julgado oito meses após sua prisão. García Ábrego foi condenado por 22 acusações de lavagem de dinheiro, posse de drogas e narcotráfico. Os jurados também ordenaram a apreensão de 350 milhões de dólares dos ativos de García Ábrego - 75 milhões de dólares a mais do que o planejado anteriormente. Juan García Ábrego está cumprindo 11 penas de prisão perpétua em uma prisão de segurança máxima no Colorado, EUA. Em 1996, foi divulgado que a organização de García Ábrego pagou milhões de dólares em propinas a políticos e policiais para sua proteção. Posteriormente, foi comprovado após sua prisão que o subprocurador-geral encarregado da Polícia Judiciária Federal do México (FJP) havia acumulado mais de 9 milhões de dólares para proteger García Ábrego.
A prisão de García Ábrego foi inclusive alvo de denúncias de corrupção. Acredita-se que o governo mexicano sabia de todo o paradeiro de García Ábrego o tempo todo e se recusou a prendê-lo devido às informações que possuía sobre a extensão da corrupção dentro do governo. Acredita-se que o policial que o prendeu, um comandante da FJP, tenha recebido um Mercury Grand Marquis à prova de balas e 500.000 dólares de um cartel rival para decretar a prisão de García Ábrego.
Outras teorias apresentadas para alegar que a prisão de García Ábrego foi para atender às demandas dos EUA e atender à certificação, do Departamento de Justiça dos Estados Unidos (DOJ), como parceiro comercial, a votação marcada para 1 de março. García Ábrego foi preso em 14 de janeiro de 1996 e o México logo depois recebeu a certificação em 1 de março.

#### Estados Unidos contra García Ábrego
Após sua captura fora da cidade de Monterrey, Nuevo León, o traficante foi levado para a Cidade do México, onde um agente federal dos EUA o levou em um avião particular para Houston, Texas. Vestindo calça e camisa listrada, García Ábrego foi imediatamente extraditado para os Estados Unidos, onde foi entrevistado por um agente do FBI e confessou ter "ordenado que pessoas fossem assassinadas e torturadas", subornado altos funcionários mexicanos e contrabandeado toneladas de narcóticos para os Estados Unidos. Seus promotores, no entanto, julgaram García Ábrego como cidadão americano porque ele também tinha uma certidão de nascimento americana, embora as autoridades mexicanas afirmassem que a certidão era "fraudulenta". Ele também tinha uma certidão de nascimento oficial que afirmava que García Ábrego realmente nasceu no México. García Ábrego entrou no tribunal sorrindo e conversando animadamente com seus advogados, que o ajudaram a traduzir suas palavras do espanhol para o inglês. Horas depois de o juiz ter dito a García Ábrego que passaria o resto da vida na prisão, a pena de morte estava fora de questão para os promotores.
De acordo com os documentos factuais apresentados no tribunal em 8 de maio de 1998, o sindicato criminoso do Cartel do Golfo, com sede em Matamoros, foi responsável pelo tráfico de enormes quantidades de entorpecentes para os Estados Unidos de meados da década de 1970 a meados da década de 1990, e García Ábrego foi recebeu onze sentenças de prisão perpétua. Durante o julgamento de quatro semanas, 84 testemunhas, variando de "policiais a traficantes de drogas condenados", confessaram que García Ábrego contrabandeou cargas de cocaína colombiana em aviões e as armazenou em várias cidades fronteiriças ao longo da Fronteira Estados Unidos–México antes de ser contrabandeados para o Vale do Rio Grande.
Além disso, foi relatado que García Ábrego já havia sido preso em Brownsville, Texas, por acusações de roubo de automóveis de seis anos atrás, mas foi libertado posteriormente sem nenhuma acusação. Dois homens do Vale do Rio Grande foram acusados antes da prisão do traficante por lavagem de mais de 30 milhões de dólares para García Ábrego. Ele também foi responsabilizado em 1984 pelo massacre de 6 pessoas em La Clínica Raya, um hospital onde traficantes rivais estavam sendo tratados, e também foi responsabilizado pelo massacre da prisão de Cereso em 1991, onde 18 presos foram mortos - ambos em Matamoros, Tamaulipas.

### Pós era García-Ábrego
Após a prisão de Ábrego em 1996 pelas autoridades mexicanas e a subsequente deportação para os Estados Unidos, um vácuo de poder foi deixado e vários membros importantes lutaram pela liderança.
Humberto García Ábrego, irmão de Juan García Ábrego, tentou assumir a liderança do Cartel do Golfo, mas acabou falhando em sua tentativa. Ele não tinha as habilidades de liderança nem o apoio dos traficantes de drogas colombianos. Além disso, ele estava sob observação e era amplamente conhecido, já que seu sobrenome significava mais do mesmo. Ele seria substituído por Óscar Malherbe de León e Raúl Valladares del Ángel, até sua prisão pouco tempo depois, fazendo com que vários tenentes do cartel lutassem pela liderança. Malherbe tentou subornar funcionários em 2 milhões de dólares para sua libertação, mas foi negado. Hugo Baldomero Medina Garza, conhecido como El Señor Padrino de los Tráilers (O Senhor dos Trailers), é considerado um dos membros mais importantes na rearticulação do Cartel do Golfo. Ele foi um dos principais funcionários do cartel por mais de 40 anos, traficando cerca de 20 toneladas de cocaína para os Estados Unidos a cada mês. Sua sorte acabou em novembro de 2000, quando foi capturado em Tampico, Tamaulipas e preso em La Palma. Após a prisão de Medina Garza, seu primo Adalberto Garza Dragustinovis foi investigado por supostamente fazer parte do Cartel do Golfo e por lavagem de dinheiro, mas o caso ainda está aberto. O próximo na fila foi Sergio Gómez, conhecido como El Checo, no entanto, sua liderança durou pouco quando ele foi assassinado em abril de 1996 em Valle Hermoso, Tamaulipas. Depois disso, Osiel Cárdenas Guillén assumiu o controle do cartel em julho de 1999 após assassinar Salvador Gómez Herrera, também conhecido como El Chava, co-líder do Cartel do Golfo e amigo próximo dele, ganhando seu nome como Mata Amigos.

### Era de Osiel Cárdenas Guillén
À medida que os confrontos com grupos rivais esquentavam, Osiel Cárdenas Guillén procurou e recrutou mais de 30 desertores da elite do Exército Mexicano Grupo Aeromóvil de Fuerzas Especiales (GAFE) para fazer parte do braço armado do cartel. Los Zetas, como são conhecidos, serviram como o exército mercenário privado contratado do Cartel do Golfo. No entanto, após a prisão e extradição de Cárdenas, lutas internas levaram a uma ruptura entre o Golfo e os Zetas.

#### Los Zetas
Em 1997, o Cartel do Golfo começou a recrutar militares que Jesús Gutiérrez Rebollo, general do Exército da época, designou como representantes dos escritórios da PGR em alguns estados do México. Após sua prisão pouco tempo depois, Jorge Madrazo Cuéllar criou o Sistema Nacional de Segurança Pública (SNSP), para combater os cartéis de drogas ao longo da Fronteira Estados Unidos–México. Depois que Osiel Cárdenas Guillén assumiu o controle total do Cartel do Golfo em 1999, ele se viu em uma luta sem limites para manter sua notória organização e liderança intocadas e procurou membros das Forças Especiais do Exército Mexicano para se tornarem o braço armado do Cartel do Golfo. Seu objetivo era se proteger de cartéis de drogas rivais e do exército mexicano, para desempenhar funções vitais como líder do cartel de drogas mais poderoso do México. Entre seus primeiros contatos estava Arturo Guzmán Decena, um tenente do Exército que teria sido solicitado por Cárdenas a procurar os "melhores homens possíveis". Consequentemente, Guzmán Decenas desertou das Forças Armadas e trouxe mais de 30 desertores do exército para formar parte da nova ala criminosa paramilitar de Cárdenas. Eles foram seduzidos com salários muito superiores aos do Exército mexicano. Entre os desertores originais estavam Jaime González Durán, Jesús Enrique Rejón Aguilar, Miguel Treviño Morales, e Heriberto Lazcano que mais tarde se tornaria o líder supremo do cartel independente de Los Zetas. A criação de Los Zetas trouxe uma nova era para o narcotráfico no México, e mal sabia Cárdenas que estava criando o cartel de drogas mais violento do país. Entre 2001 e 2008, a organização do Cartel do Golfo e Los Zetas era conhecida coletivamente como La Compañía.
Uma das primeiras missões de Los Zetas foi erradicar Los Chachos, um grupo de narcotraficantes sob as ordens do Cártel del Milenio, que disputava os corredores de drogas de Tamaulipas com o Cartel do Golfo em 2003. Essa gangue era controlada por Dionisio Román García Sánchez, conhecido como El Chacho, que decidiu trair o Cartel do Golfo e trocar sua aliança com o Cartel de Tijuana; no entanto, ele acabou sendo morto por Los Zetas. Depois que Cárdenas consolidou sua posição e supremacia, ele expandiu as responsabilidades de Los Zetas e, com o passar dos anos, eles se tornaram muito mais importantes para o Cartel do Golfo. Eles começaram a organizar sequestros; impor impostos, cobrar dívidas e operar esquemas de proteção; controlar o negócio de extorsão; garantindo rotas de abastecimento e tráfico de cocaína conhecidas como plazas e executando seus inimigos, muitas vezes com selvageria grotesca. Em resposta ao crescente poder do Cartel do Golfo, o rival Cartel de Sinaloa estabeleceu um grupo de executores fortemente armado e bem treinado, conhecido como Los Negros.<refAlex Sánchez (4 de junho de 2007). «Mexico's Drug War: Soldiers versus Narco-Soldiers». La Prensa San Diego. Consultado em 27 de julho de 2023. Arquivado do original em 20 de março de 2012</ref> O grupo operava de forma semelhante ao Los Zetas, mas com menos complexidade e sucesso. Há um círculo de especialistas que acredita que o início da Guerra contra o narcotráfico no México não começou em 2006 (quando Felipe Calderón enviou tropas a Michoacán para impedir o aumento da violência), mas em 2004 na cidade fronteiriça de Novo Laredo, quando o Cartel do Golfo e Los Zetas lutaram contra o Cartel de Sinaloa e Los Negros.
Em 2002, havia três divisões principais do Cartel, todas governadas por Cárdenas e lideradas por: Jorge Eduardo Costilla Sánchez (El Coss), Antonio Cárdenas Guillén (Tony Tormenta) e Heriberto Lazcano Lazcano (El Lazca).
Após a prisão do chefe do Cartel do Golfo, Cárdenas, em 2003 e sua extradição em 2007, o panorama dos Los Zetas mudou – eles começaram a se tornar sinônimo do Cartel do Golfo e suas influências cresceram dentro da organização. Los Zetas começou a crescer independentemente do Cartel do Golfo e, eventualmente, ocorreu uma ruptura entre eles no início de 2010.

## Impasse com agentes dos EUA
Em 9 de novembro de 1999, dois agentes norte-americanos da Drug Enforcement Administration (DEA) e do FBI foram ameaçados sob a mira de uma arma de fogo por Cárdenas Guillén e aproximadamente quinze de seus capangas em Matamoros. Os dois agentes viajaram para Matamoros com um informante para coletar informações sobre as operações do Cartel do Golfo. Cárdenas Guillén exigiu que os agentes e o informante saíssem do veículo, mas eles se recusaram a obedecer suas ordens. O incidente aumentou quando Cárdenas Guillén ameaçou matá-los se eles não obedecessem e enquanto seus pistoleiros se preparavam para atirar. Os agentes tentaram argumentar com ele que matar agentes federais dos EUA traria uma caçada massiva do Governo dos Estados Unidos. Cárdenas Guillén acabou deixando-os ir e ameaçou matá-los se eles voltassem para seu território.
O impasse desencadeou um esforço maciço de aplicação da lei para reprimir a estrutura de liderança do Cartel do Golfo. Tanto o governo mexicano quanto o dos Estados Unidos aumentaram seus esforços para prender Cárdenas Guillén. Antes do impasse, ele era considerado um jogador menor no comércio internacional de drogas, mas esse incidente catapultou sua reputação e o tornou um dos criminosos mais procurados. O FBI e a DEA apresentaram várias acusações contra ele e emitiram uma recompensa de 2 milhões de dólares por sua prisão.

### Prisão e extradição

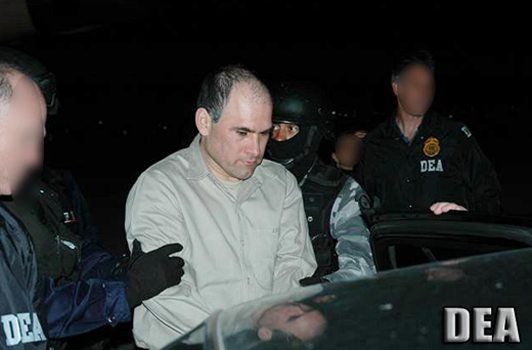
Osiel Cárdenas Guillén: extradição para os Estados Unidos do México.

O ex-líder do Cartel do Golfo, Osiel Cárdenas Guillén, foi capturado na cidade de Matamoros, Tamaulipas, em 14 de março de 2003, em um tiroteio entre militares mexicanos e pistoleiros do Cartel do Golfo. Ele era um dos dez foragidos mais procurados pelo FBI, que oferecia 2 milhões de dólares por sua captura. Segundo os arquivos do governo, essa operação militar de seis meses foi planejada e realizada em segredo; as únicas pessoas informadas foram o presidente Vicente Fox, o secretário de Defesa do México, Ricardo Clemente Vega García, e o procurador-geral do México, Rafael Macedo de la Concha. Após sua captura, Cárdenas foi enviado para a prisão federal de alta segurança La Palma. No entanto, acreditava-se que Cárdenas ainda controlava o Cartel do Golfo da prisão, e mais tarde foi extraditado para os Estados Unidos, onde foi condenado a 25 anos de prisão em Houston, Texas, por lavagem de dinheiro, tráfico de drogas e ameaças de morte a agentes federais dos EUA. Relatórios da PGR e do El Universal afirmam que, na prisão, Cárdenas e Benjamín Arellano Félix, do Cartel de Tijuana, formaram uma aliança. Além disso, por meio de notas manuscritas, Cárdenas deu ordens sobre o trânsito de drogas pelo México e para os Estados Unidos, aprovou execuções e assinou formulários para permitir a compra de forças policiais. E enquanto seu irmão, Antonio Cárdenas Guillén, liderava o Cartel do Golfo, Cárdenas ainda dava ordens vitais de La Palma por meio de mensagens de seus advogados e guardas.
A prisão e extradição de Cárdenas, no entanto, fez com que vários altos tenentes do Cartel do Golfo e Los Zetas lutassem por importantes corredores de drogas para os Estados Unidos, especialmente as cidades de Matamoros, Novo Laredo, Reynosa e Tampico — todos situados no estado de Tamaulipas. Eles também lutaram pelas cidades costeiras de Acapulco, Guerrero, Cancún e Quintana Roo; a capital do estado de Monterrey, Nuevo León, e os estados de Veracruz e San Luis Potosí. Por meio de sua violência e intimidação, Heriberto Lazcano assumiu o controle de Los Zetas e do Cartel do Golfo após a extradição de Cárdenas. Tenentes que antes eram leais a Cárdenas começaram a seguir os comandos de Lazcano, que tentou reorganizar o cartel nomeando vários tenentes para controlar territórios específicos. Morales Treviño foi nomeado para vigiar Nuevo León; Jorge Eduardo Costilla Sánchez em Matamoros; Héctor Manuel Sauceda Gamboa, apelidado de El Karis, assumiu o controle de Novo Laredo; Gregorio Sauceda-Gamboa, conhecido como El Goyo, junto com seu irmão Arturo, assumiu o controle da plaza Reynosa; Arturo Basurto Peña, conhecido como El Grande, e Iván Velázquez-Caballero, conhecido como El Talibán, assumiram o controle de Quintana Roo e Guerrero; Alberto Sánchez Hinojosa, conhecido como Comandante Castillo, assumiu Tabasco. No entanto, o desacordo contínuo estava levando o Cartel do Golfo e Los Zetas a uma ruptura inevitável. Em 18-8-2013, o líder do Cartel do Golfo, Mario Ramirez Trevino, foi capturado.

#### Estados Unidos contra Osiel Cárdenas Guillén
Em 2007, Cárdenas foi extraditado para os Estados Unidos e acusado de envolvimento em conspirações para traficar grandes quantidades de maconha e cocaína, violando o "estatuto da empresa criminosa continuada" (também conhecido como "estatuto do chefão das drogas") e por ameaçando dois oficiais federais dos EUA. O impasse que os dois agentes tiveram com o traficante em 1999 na cidade de Matamoros, Tamaulipas levou os EUA a indiciar Cárdenas e pressionar o governo mexicano a capturá-lo. Em 2010, ele foi finalmente condenado a 25 anos de prisão após ser acusado de 22 acusações federais; a sala do tribunal foi trancada e o público impedido de testemunhar o processo. O processo ocorreu no Tribunal Distrital dos Estados Unidos para o Distrito Sul do Texas, na cidade fronteiriça de Brownsville, Texas. Cárdenas foi isolado de interagir com outros prisioneiros na prisão supermax em que está.
Quase 30 milhões de dólares dos ativos do ex-traficante foram distribuídos entre várias agências policiais do Texas. Em troca de outra prisão perpétua, Cárdenas concordou em colaborar com agentes americanos em informações de inteligência. O tribunal federal dos EUA concedeu dois helicópteros de propriedade de Cárdenas ao Business Development Bank of Canada e ao GE Canada Equipment Financing, respectivamente. Ambos foram comprados com "receita de drogas".

### Ruptura com Los Zetas
Não está claro qual dos dois – o Cartel do Golfo ou Los Zetas – iniciou o conflito que levou ao seu rompimento. Está claro, no entanto, que após a captura e extradição de Osiel Cárdenas Guillén, Los Zetas superou o Cartel do Golfo em receita, membros e influência. Algumas fontes revelam que, como resultado da supremacia de Los Zetas, o Cartel do Golfo se sentiu ameaçado pela força crescente de seu grupo de executores e decidiu reduzir sua influência, mas acabou falhando em sua tentativa, instigando uma guerra. De acordo com as narcomantas deixados pelo Cartel do Golfo em Matamoros, Tamaulipas e Reynosa, o motivo de sua ruptura foi que Los Zetas havia expandido suas operações para incluir extorsão, sequestro, assassinato, roubo e outras ações com as quais discordava. Recusando-se a aceitar tal abuso, Los Zetas respondeu e rebateu as acusações postando suas próprias narcomantas em Tamaulipas. Eles notaram que haviam realizado execuções e sequestros sob as ordens do Cartel do Golfo quando serviam como seus executores, e foram criados por eles para esse único propósito. Além disso, Los Zetas mencionou que o Cartel do Golfo também mata civis inocentes e depois os culpa por suas atrocidades.
No entanto, outras fontes também revelam que Antonio Cárdenas Guillén, irmão de Osiel e um dos sucessores do Cartel do Golfo, era viciado em jogos de azar, sexo e drogas, levando Los Zetas a considerar sua liderança uma ameaça à organização. Outros relatos mencionam, no entanto, que o rompimento ocorreu devido a um desentendimento sobre quem assumiria a liderança do cartel após a extradição de Osiel. Os candidatos do Cartel do Golfo eram Antonio Cárdenas e Jorge Eduardo Costilla Sánchez, enquanto Los Zetas queriam a liderança de seu atual chefe, Heriberto Lazcano Lazcano. Outras fontes, no entanto, mencionam que o Cartel do Golfo começou a buscar uma trégua com seus rivais do Cartel de Sinaloa, e Los Zetas não queria reconhecer o acordo do tratado, o que os levou a agir de forma independente e eventualmente se separar. Por outro lado, outras fontes revelam que Los Zetas se separou do Cartel do Golfo para se aliar ao Cartel dos Beltrán-Leyva, o que gerou um conflito entre eles. Outras fontes mencionam que o que iniciou o conflito entre eles foi quando Samuel Flores Borrego, vulgo El Metro 3, tenente do Cartel do Golfo, matou Sergio Peña Mendoza, vulgo El Concorde 3, tenente de Los Zetas, devido a um desentendimento pelo narcotráfico de Reynosa, Tamaulipas, a quem ambos protegiam. Logo após sua morte, Los Zetas exigiu que o Cartel do Golfo entregasse o assassino, mas eles não o fizeram, e os observadores acreditam que isso desencadeou a guerra.
Tamaulipas foi praticamente poupado da violência até o início de 2010, quando os executores do Cartel do Golfo, Los Zetas, se separaram e se voltaram contra o Cartel do Golfo, iniciando uma sangrenta guerra territorial. Quando as hostilidades começaram, a organização do Golfo uniu forças com seus ex-rivais, o Cartel de Sinaloa e La Familia Michoacana, com o objetivo de eliminar o Los Zetas. Consequentemente, Los Zetas aliou-se ao Cartel de Juárez, ao Cartel dos Beltrán-Leyva e ao Cartel de Tijuana.

### A era de Antonio Cárdenas Guillén
O irmão de Osiel Cárdenas Guillén, Antonio Cárdenas Guillén, junto com Jorge Eduardo Costilla Sánchez (El Coss), um ex-policial, preencheram o vácuo deixado por Osiel e se tornaram os líderes do Cartel do Golfo. A morte de Antonio permitiu que Costilla Sánchez se tornasse o co-líder do Cartel do Golfo e chefe dos Metros, uma das duas facções do Cartel do Golfo.< Mario Cárdenas Guillén, irmão de Osiel e Antonio, é o outro líder do Cartel do Golfo e chefe dos Rojos, a outra facção dentro do Cartel do Golfo e a versão paralela dos Metros.
Costilla costumava ser visto como o "líder mais forte" dos dois, mas colaborou com Antonio Cárdenas, que atuou como representante de seu irmão preso. No entanto, Antonio morreu em um tiroteio de oito horas com as forças do governo mexicano em 5-11-2010, na cidade fronteiriça de Matamoros, Tamaulipas. Fontes do governo afirmaram que esta operação — onde mais de 660 fuzileiros navais, 17 veículos e 3 helicópteros participaram — deixaram 8 mortos: três fuzileiros navais, um soldado e quatro pistoleiros, incluindo Antonio Cárdenas. Outras fontes mencionam que um repórter também foi morto no fogo cruzado. Esta operação liderada por militares foi resultado de mais de seis meses de trabalho de inteligência. A Milenio Televisión mencionou que as autoridades mexicanas tentaram prender Cárdenas Guillén duas vezes antes deste incidente, mas que seus pistoleiros pessoais distraíram as forças mexicanas e permitiram que ele fosse escoltado em seu veículo blindado.
Os confrontos começaram por volta das 10hs e se estenderam até as 18hs, por volta da hora em que Cárdenas Guilén foi morto. Os intensos tiroteios provocaram o fechamento temporário de três pontes internacionais em Matamoros, junto com a Universidade do Texas em Brownsville, do outro lado da fronteira. O transporte público e as aulas escolares em Matamoros foram cancelados, assim como a suspensão das atividades em todo o município, já que os membros do cartel sequestraram as unidades de transporte público e fizeram dezenas de bloqueios de estradas para impedir a mobilização de soldados, fuzileiros navais e policiais federais. Os confrontos nas ruas geraram uma onda de pânico na população e provocaram a publicação e veiculação de mensagens nas redes sociais como Twitter e Facebook, relatando os confrontos entre autoridades e integrantes do cartel. Quando as autoridades mexicanas chegaram ao local onde estava Antonio Cárdenas (Tony Tormenta), os pistoleiros receberam os soldados e policiais com granadas e tiros de alto calibre. Relatos mencionam que Antonio Cárdenas estava sendo protegido pelos Los Escorpiones, o suposto braço armado do Cartel do Golfo e o exército pessoal de Antonio Cárdenas, que servia como atiradores e guarda-costas para ele. O jornal La Jornada mencionou que mais de 80 SUVs lotados de pistoleiros lutaram para proteger Cárdenas Guillén, e mais de 300 granadas foram usadas no tiroteio naquele dia. E mesmo depois que o traficante foi morto, os bloqueios continuaram pelo resto do dia.
O jornal The Guardian mencionou que em um vídeo do YouTube, um comboio de SUVs cheio de pistoleiros e picapes lotadas de fuzileiros navais foi visto em uma perseguição pelas ruas de Matamoros, Tamaulipas. E embora não houvesse nenhum confronto visível entre os dois, a intensidade da situação era clara através dos ruídos de fundo de explosões de granadas e tiros de metralhadora. Um vídeo jornalístico da Televisa, também no YouTube, mostra imagens dos confrontos daquele dia. Além disso, vários espectadores também registraram os tiroteios.
No entanto, de acordo com os jornais The Brownsville Herald e The Monitor do outro lado da fronteira em Brownsville e McAllen, ambas no Texas, cerca de 50 pessoas foram mortas nos tiroteios. Embora não confirmado, KVEO-TV, várias fontes online e testemunhas, junto com um policial que preferiu manter seu nome anônimo, mencionou que mais de 100 pessoas morreram naquele dia em Matamoros. A morte de Antonio Cárdenas Guillen também causou uma espiral de violência em Reynosa, Tamaulipas, alguns dias depois de seu assassinato. Além disso, sua morte também gerou uma guerra territorial com Los Zetas na cidade de Ciudad Mier, Tamaulipas, resultando no êxodo de mais de 95% de sua população. Narcomantas escritas pelos Los Zetas, o antigo braço armado do Cartel do Golfo, apareceram em todo o México, celebrando a morte de Cárdenas Guillén. O Presidente dos Estados Unidos, Barack Obama, ligou para o presidente do México, Felipe Calderón, parabenizando-o e às forças mexicanas pela operação em Matamoros, e reiterou seu esforço contra o crime organizado.
Após este incidente, houve uma grande divisão de opiniões sobre o destino do Cartel do Golfo. Alguns especialistas acreditavam que a morte de Antonio Cárdenas seria terrível para o Cartel do Golfo e que Los Zetas os derrubaria e eventualmente assumiria o controle de Tamaulipas. Outros explicaram como sua morte permitiu a Jorge Eduardo Costilla Sánchez assumir a direção total do cartel, o que estreitaria as relações com a Colômbia e endireitaria o caminho do Cartel do Golfo, algo bastante difícil com Antonio Cárdenas como co-líder.

#### Los Escorpiones
Los Escorpiones, também chamado Grupo Escorpios, acreditava-se ser o grupo mercenário que protegia Antonio Cárdenas Guillén, o ex-líder da organização. Segundo relatórios do governo mexicano, Los Escorpiones foi criado por Antonio Cárdenas Guillen e é composto por mais de 60 civis, ex-policiais e ex-militares. Segundo o El Universal, existem vários videoclipes no YouTube que exaltam o poder desse grupo armado por meio dos narcocorridos. Após a ruptura entre o Cartel do Golfo e Los Zetas (que até então servia como o braço armado do cartel), Los Escorpiones tornou-se o braço armado de toda a organização do Golfo. A primeira menção de Los Escorpiones na mídia foi em 2008, quando El Universal escreveu um artigo sobre algumas "testemunhas protegidas" do Cartel do Golfo que denunciaram às autoridades mexicanas a aliança entre o Cartel dos Beltrán-Leyva e Los Zetas, e que o Cartel do Golfo criou Los Escorpiones para parar e equilibrar a crescente hegemonia de Los Zetas.
No entanto, seu irmão Osiel Cárdenas Guillén desaprovava a existência desse grupo mercenário, pois havia criado Los Zetas, a versão paralela de Los Escorpiones, e eles se voltaram contra a organização. El Universal informou que as autoridades mexicanas identificaram os pistoleiros que estavam envolvidos em confrontos contra as tropas em Matamoros, Tamaulipas, como membros do grupo Los Escorpiones. Junto com Antonio Cárdenas, os seguintes membros do Los Escorpiones foram mortos: Sergio Antonio Fuentes, conhecido como El Tyson ou Escorpión 1; Raúl Marmolejo Gómez, conhecido como Escorpión 18; Hugo Lira, conhecido como Escorpión 26; e Refugio Adalberto Vargas Cortés, vulgo Escorpión 42. As prisões de Marco Antonio Cortez Rodríguez vulgo Escorpión 37 e de Josué González Rodríguez vulgo Escorpión 43 - os dois que foram hospitalizados após o tiroteio de 5-11-2010 - permitiram que as forças mexicanas entendessem a estrutura de Los Escorpiones.

## Dias atuais

### Brigas internas de Metros e Rojos

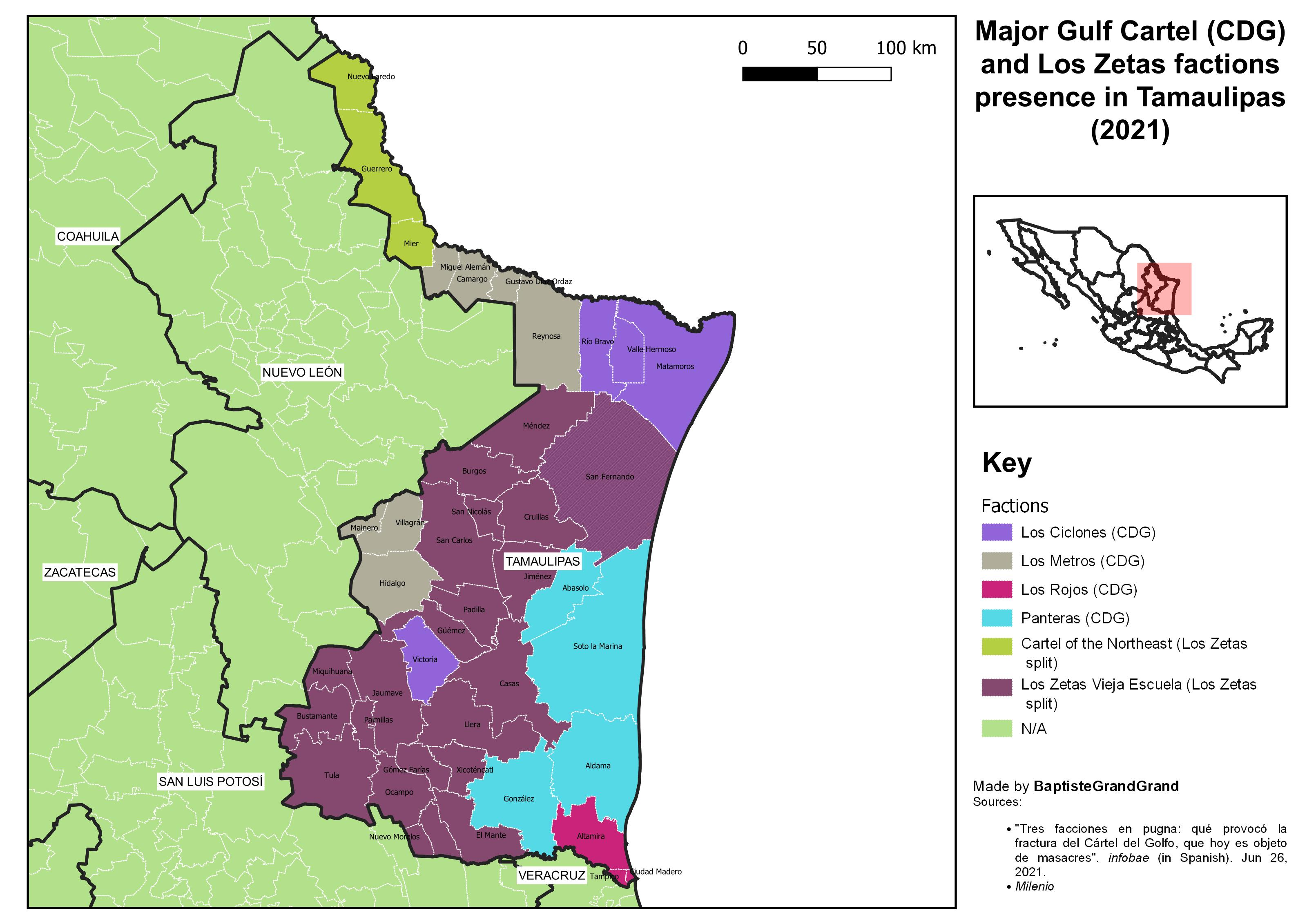
Facções do Cartel do Golfo em 2021.
Los Ciclones
Los Metros
Los Rojos
Panteras

No final da década de 1990, Osiel Cárdenas Guillén, ex-líder do cartel do Golfo, tinha outros grupos semelhantes além do Los Zetas estabelecidos em várias cidades de Tamaulipas. Cada um desses grupos foi identificado por seus códigos de rádio: os Rojos estavam baseados em Reynosa; os Metros tinham sede em Matamoros; e os Lobos em Laredo. As lutas internas entre os Metros e os Rojos do cartel do Golfo começaram em 2010, quando Juan Mejía González, apelidado de El R-1, foi preterido como candidato a chefe regional de Reynosa e enviado para a "Frontera Chica", uma área que engloba Miguel Alemán, Camargo e Ciudad Mier, diretamente na fronteira Estados Unidos–México, no Condado de Starr, Texas. A área que Mejía González queria foi dada a Samuel Flores Borrego, sugerindo que os Metros estavam acima dos Rojos.

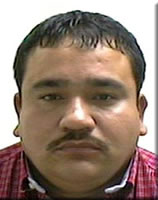
Samuel Flores Borrego, ex-membro do alto escalão do Cartel do Golfo.

Informações não confirmadas divulgadas por The Monitor indicam que dois líderes dos Rojos, Mejía González e Rafael Cárdenas Vela, se uniram para matar Flores Borrego. Cárdenas Vela guardava rancor de Flores Borrego e dos Metros porque acreditava que eles haviam liderado os militares mexicanos para rastrear e matar seu tio Antonio Cárdenas Guillén em 5-11-2010. Outras fontes indicam que as lutas internas podem ter sido causadas pelas suspeitas de que os Rojos eram "muito brandos" com o inimigo ferrenho do cartel do Golfo, Los Zetas. Quando o cartel do Golfo e Los Zetas se separaram no início de 2010, alguns membros dos Rojos permaneceram com o cartel do Golfo, enquanto outros decidiram sair e se juntar às forças de Los Zetas.
O InSight Crime explica que o desacordo fundamental entre os Rojos e os Metros era sobre a liderança. Os mais leais à família Cárdenas ficaram com os Rojos, enquanto os leais a Jorge Eduardo Costilla Sánchez, como Flores Borrego, defenderam os Metros.
Originalmente, o Cartel do Golfo estava funcionando bem, mas as lutas internas entre as duas facções do cartel do Golfo começaram quando Flores Borrego foi morto em 2 de setembro de 2011. Quando os Rojos ligaram os Metros, a maior facção do Cartel do Golfo, houve tiroteios em Tamaulipas e cargas de drogas foram roubadas entre si, mas os Metros conseguiram manter o controle das principais cidades que se estendiam de Matamoros a Miguel Alemán, Tamaulipas.
Alguns especialistas acharam difícil argumentar que o Cartel do Golfo não impõe uma ameaça direta ao estado, uma vez que "não busca mudança política" e que só quer ficar sozinho com seus negócios. Observações indicam que o Cartel do Golfo controla territórios e impõe suas próprias regras — muitas vezes violento e sangrento — sobre a população. E ao fazê-lo, tornam-se inerentemente um "concorrente" com o Estado, que também reivindica a soberania sobre seus territórios. Como outras organizações de tráfico de drogas, o Cartel do Golfo também subverte as instituições governamentais, principalmente nos níveis estadual e local, usando seus grandes lucros para subornar funcionários.

### Presença nos EUA
O Cartel do Golfo tem células importantes operando dentro dos Estados Unidos – em Mission, Roma e Rio Grande City – por exemplo, e sua presença está se expandindo. Thomas A. Shannon, Jr., diplomata e embaixador dos Estados Unidos, afirmou que organizações criminosas como o Cartel do Golfo "enfraqueceram substancialmente" as instituições no México e na América Central e geraram uma onda de violência nos Estados Unidos. A Avaliação Nacional de Ameaças às Drogas dos EUA mencionou que as organizações de tráfico de drogas, como o Cartel do Golfo, tendem a ser menos estruturadas nos EUA do que no México, e muitas vezes dependem de gangues de rua para operar dentro dos Estados Unidos. A prisão de vários tenentes do Cartel do Golfo, juntamente com a violência e os sequestros relacionados às drogas, levantaram preocupações entre as autoridades do Texas de que a guerra às drogas no México e os cartéis de drogas estão tomando conta do Texas. Os fortes laços que o Cartel do Golfo tem com as gangues prisionais nos Estados Unidos também preocupam as autoridades americanas. Os relatórios mencionam que os cartéis de drogas mexicanos operam em mais de 1.000 cidades nos Estados Unidos. Em 2013, o membro de alto escalão do Cartel do Golfo, Aurelio Cano Flores, tornou-se o membro do cartel mais alto a ser condenado por um júri dos EUA em 15 anos. Em janeiro de 2020, Jorge Eduardo Costilla Sánchez, membro de alto escalão do Cartel do Golfo dos EUA, se declarou culpado de uma conspiração internacional de tráfico de drogas para distribuir cocaína e maconha nos Estados Unidos.

### Presença na Europa
Acredita-se que o Cartel do Golfo tenha laços com o 'Ndrangheta, um grupo do crime organizado na Itália que também tem laços com Los Zetas. Relatórios indicaram que o Cartel do Golfo estava usando os smartphones BlackBerry para se comunicar com 'Ndrangheta, já que os textos são "normalmente difíceis de interceptar". Em 2009, a organização do Golfo concluiu que a expansão de suas oportunidades de mercado na Europa, aliada à valorização do euro frente ao dólar norte-americano, justificava o estabelecimento de uma extensa rede naquele continente. As principais áreas de demanda e consumo de drogas estão na Europa Oriental, os estados sucessores da União Soviética. Na Europa Ocidental, o principal aumento foi no uso de cocaína. Junto com o mercado nos Estados Unidos, o mercado de drogas na Europa está entre os mais lucrativos do mundo, onde se acredita que os cartéis de drogas mexicanos tenham negócios com os grupos mafiosos da Europa.

### Presença na África
O Cartel do Golfo e outros grupos mexicanos de tráfico de drogas estão ativos nas partes norte e oeste da África. Embora a cocaína não seja cultivada na África, as organizações mexicanas, como o Cartel do Golfo, estão atualmente explorando as dificuldades do estado de direito da África Ocidental causadas pela guerra, crime e pobreza, para preparar e expandir as rotas de abastecimento para o cada vez mais lucrativo mercado europeu de drogas ilegais.

### Cartel do Golfo x Los Zetas
Os rumores da aliança rompida entre o Cartel do Golfo e Los Zetas começaram em blogs e e-mails em massa em setembro de 2009, mas permaneceram praticamente os mesmos ao longo naquele ano - um boato. Mas em 24 de fevereiro de 2010, centenas de caminhões marcados com CDG, XXX e M3 (as insígnias do Cartel do Golfo) começaram a atingir as ruas do norte de Tamaulipas. O confronto entre esses dois grupos aconteceu primeiro em Reynosa, Tamaulipas e depois se expandiu para Novo Laredo e Matamoros. A guerra então se espalhou por 11 municípios de Tamaulipas, 9 deles na fronteira com o estado do Texas. Logo, a violência gerada entre esses dois grupos se espalhou para os estados vizinhos de Tamaulipas, Nuevo León e Veracruz. O conflito ocorreu até mesmo em solo americano, onde o Cartel do Golfo matou dois membros do Zeta em Brownsville, Texas, em 5-10-2010. Em meio à violência e ao pânico, as autoridades locais e a mídia tentaram minimizar a situação e alegaram que "nada estava acontecendo", mas os fatos eram impossíveis de encobrir. Os confrontos entre esses dois grupos paralisaram cidades inteiras em plena luz do dia. Várias testemunhas afirmaram que muitos dos municípios em Tamaulipas eram "zonas de guerra" e que muitas empresas e casas foram incendiadas, deixando áreas em "destruição total". O banho de sangue em Tamaulipas causou milhares de mortes, mas a maioria dos tiroteios e contagem de corpos muitas vezes não são relatados. A complexidade e vantagem territorial de Los Zetas forçou o Cartel do Golfo a buscar uma aliança com o Cartel de Sinaloa e La Familia Michoacana; além disso, Stratfor mencionou que essas três organizações também se uniram porque nutrem um "ódio profundo" por Los Zetas. Consequentemente, Los Zetas juntou forças com o Cartel dos Beltrán-Leyva e o Cartel de Tijuana para contra-atacar os cartéis adversários.
Em 10 de novembro de 2014, um documento do governo mexicano foi divulgado à mídia e afirmava que a facção Los Rojos do Cartel do Golfo planejava se aliar aos Los Zetas. A potencial aliança foi conduzida por Juan Reyes Mejía González (conhecido como R1), do Cartel do Golfo; e Rogelio González Pizaña (conhecido como Z-2), do Los Zetas. Este último foi libertado da prisão meses antes, embora estivesse programado para cumprir 16 anos atrás das grades em janeiro. As autoridades acreditam que González Pizaña se reincorporou ao crime organizado e decidiu se juntar ao Cartel do Golfo para encerrar a guerra com Los Zetas e trazer de volta os modos da "velha escola" quando estavam juntos.

### Fragmentação
Em junho de 2020, a jornalista do InSight Crime, Victoria Dittmar, afirmou que o Cartel do Golfo havia sofrido "fragmentação" em algum momento. Los Pelones também emergiu como um cartel independente durante essa fragmentação. No entanto, ainda existem vestígios em Tamaulipas.

## Tamaulipas: corrupção do Estado

### Corrupção política

A violência das drogas e a corrupção política estão assolando o estado mexicano de Tamaulipas, sede do Cartel do Golfo e Los Zetas.

A violência das drogas e a corrupção política que atormentaram Tamaulipas, o estado natal do Cartel do Golfo e Los Zetas, alimentaram pensamentos de Tamaulipas se tornando um "estado falido" e um paraíso para traficantes de drogas e criminosos de todos os tipos. O massacre de 72 migrantes e a descoberta de valas comuns em San Fernando, o assassinato do candidato ao governo Rodolfo Torre Cantú, a crescente violência entre os cartéis e a incapacidade do estado de garantir a segurança levaram alguns analistas a concluir que "nem o governo regional nem o federal têm controle sobre o território de Tamaulipas".
Embora a violência relacionada às drogas já existisse muito antes da Guerra contra o narcotráfico no México, muitas vezes acontecia em níveis discretos, com o governo "fazendo vista grossa" em troca de subornos enquanto os traficantes cuidavam de seus negócios - desde que não houvesse violência. Durante o governo de 71 anos do Partido Revolucionário Institucional (PRI), o governo mexicano realizaria as prisões habituais e permitiria que os negócios do cartel continuassem.
Depois que o PRI perdeu o poder para o Partido da Ação Nacional (PAN) nas eleições presidenciais de 2000, todos os "acordos" entre o governo anterior e os cartéis foram perdidos junto com a pax mafiosa. Tamaulipas não foi exceção; de acordo com o político do PAN, Santiago Creel, o PRI em Tamaulipas vinha protegendo a organização Golfo-Zeta há anos. O PAN afirmou que as eleições governamentais em Tamaulipas provavelmente encontrarão uma "influência do crime organizado".
Além disso, há acusações formais de que três ex-governadores de Tamaulipas – Manuel Cavazos Lerma (1993–1999), Tomás Yarrington (1999–2005) e Eugenio Hernández Flores (2005–2010) – tiveram laços estreitos com a organização Golfo-Zeta. Em 30-1-2012, o procurador-geral do México emitiu um comunicado ordenando que os governadores e suas famílias permanecessem no país, pois estão sendo investigados por possível colaboração com cartéis. Em 2012, Yarrington foi ainda acusado de lavagem de dinheiro para Los Zetas e o Cartel do Golfo. Em Tampico, o prefeito Óscar Pérez Inguanzo foi preso em 12-11-2011 por "exercício impróprio de funções públicas e falsificação" de alguns documentos. Em meados de 2010, tanto Flores quanto o prefeito de Reynosa, Óscar Luebbert Gutiérrez - ambos membros do PRI - foram criticados por afirmar que não houve confrontos armados em Tamaulipas e que a violência generalizada era "apenas um boato". Meses depois, Flores finalmente reconheceu que várias partes de Tamaulipas estavam "sendo invadidas pela violência do crime organizado". Gutiérrez posteriormente reconheceu o trabalho das tropas federais e reconheceu que sua cidade estava passando por "uma escalada de violência".
Em 5 de junho de 2016, os cidadãos de Tamaulipas elegeram um governador do partido da oposição, Fransico Javier Garcia Cabeza de Vaca, membro da Ação Nacional. É a primeira vez em 87 anos que um governador de oposição vence no estado. Ele venceu com o slogan "ventos de mudança estão chegando" para Tamaulipas. Embora a sua eleição não tenha tido tanta substância do ponto de vista das políticas públicas, a sua retórica de transição pacífica permitiu-lhe derrotar por dois dígitos o candidato do partido no poder, Baltazar Manuel Hinijosa Ochoa.
Ambos os candidatos enfrentaram e continuam enfrentando acusações de receber dinheiro ilícito do Cartel do Golfo enquanto eram prefeitos de duas cidades fronteiriças. Em 1986, segundo o Processo, Cabeza de Vaca foi preso por roubo de armas sob as ordens de uma Organização de Narcotráfico (DTOs) do Cartel do Golfo. Cabeza de Vaca é acusado por um Bloomberg/El Financiero de ter uma grande e inexplicável fortuna de 951 milhões de pesos. Cabeza de Vaca é acusado de não declarar sua riqueza total e de ter propriedades no Texas, Tamaulipas e na Cidade do México. Cabeza de Vaca é servidor público há 11 anos, o que questiona, segundo El Financiero, a origem de sua riqueza. Balatazar Hinojosa Ochoa também é acusado de cooptar com DTOs do Cartel do Golfo enquanto era prefeito de Matamoros em 2006. Entra na medida, em um livro recente chamado Tamaulipas; A casta dos narcogobernadores: um mexicano do leste é acusado de estar presente enquanto o ex-governador Tomas Yarrington, também acusado de envolvimento com DTOs do Cartel do Golfo, recebeu dinheiro ilícito do Cartel do Golfo para financiar sua campanha para governador. Ainda de acordo com a Processo, Baltazar Hinojosa está sob investigação do Departamento do Tesouro dos Estados Unidos por lavagem de dinheiro por meio do alvo do Panama Papers, o escritório de advocacia Mossack Fonseca. Segundo a imprensa, o cunhado de Baltazar Hinojosa é dono de uma empresa de fachada criada pela sociedade de advogados, cuja direção é constituída pela sua mulher e três filhas.

### Fugas da prisão
Em 25 de março de 2010, quarenta internos escaparam de uma prisão federal na cidade de Matamoros. As autoridades mencionaram que o incidente está "em investigação", mas não deram mais informações.
Em 4 de abril de 2010, em uma prisão em Reynosa, um comboio de dez caminhões lotados de homens armados entrou no recinto da prisão sem resistência, invadiu as celas e libertou treze presos "extremamente perigosos". Oitenta e cinco presos escaparam da mesma prisão de Reynosa seis meses depois.
Em 17 de dezembro de 2010, 141 detentos escaparam de uma prisão federal em Novo Laredo. O governo federal condenou a fuga em massa da prisão e afirmou que o trabalho das autoridades estaduais e municipais de Tamaulipas carece de medidas de controle eficazes e as instou a fortalecer suas instituições.
Um confronto dentro de uma prisão de segurança máxima em Novo Laredo em 15 de julho de 2011 deixou 7 presos mortos e 59 escaparam. Cinco vigilantes de plantão não foram localizados. O governador de Tamaulipas então reconheceu sua incapacidade de manter presos e prisões federais. Consequentemente, o governo federal designou o Exército Mexicano e a Polícia Federal para guardar algumas prisões até novo aviso; eles também foram encarregados de procurar os fugitivos.
Em 16 de maio de 2009, um comando armado libertou 53 membros do Cartel do Golfo de uma prisão no estado de Zacatecas usando 10 caminhões e até um helicóptero.
Foi relatado que mais de 400 presidiários escaparam de várias prisões de Tamaulipas-1-2010 a março de 2011 devido à corrupção.

### Corrupção policial
As forças policiais de Tamaulipas são as mais mal pagas do México, apesar de ser um dos estados mais atingidos pela violência das drogas; em Aguascalientes, estado onde os índices de violência são bem menores, os policiais ganham cinco vezes mais do que em Tamaulipas. Como resultado, acredita-se que a maioria das forças policiais em Tamaulipas seja suscetível à corrupção devido aos seus baixos salários e aceite subornos de grupos do crime organizado. O Sistema Nacional de Segurança Pública (SNSP) condenou os baixos salários dos policiais e exigiu que as autoridades estaduais e municipais criem melhores programas de remuneração para os policiais, para que possam ter um salário justo para si e suas famílias.
Embora a Operação Conjunta Nuevo León-Tamaulipas decretada em 2007, juntamente com várias outras operações lideradas por militares do governo federal, tenha trazido milhares de soldados para restaurar a ordem em Tamaulipas, em 9-5-2011, a Polícia Federal e o Exército Mexicano desarmaram todas as forças policiais de Tamaulipas, começando pelas cidades de Matamoros e Reynosa. No mês seguinte, o governo federal foi solicitado a enviar tropas para combater os cartéis do narcotráfico da região, "consolidar ações de segurança pública" e "fortalecer a capacidade de suas instituições". No entanto, as tropas só conseguiram substituir metade dos policiais do estado. Em 7-11-2011, cerca de 1.660 policiais foram dispensados de suas funções por terem reprovado ou recusado "testes de controle de corrupção".
Embora tenha havido esforços do governo federal para acabar com a corrupção policial, o site Terra Networks publicou um artigo de uma testemunha que disse que as forças policiais em Matamoros trabalham como "informantes do Cartel do Golfo" e informam sobre a atividade dos militares mexicanos, e até "acenar para [os membros do cartel]" quando os veem nas ruas. El Universal divulgou um artigo que dizia que o Sistema Nacional de Segurança Pública (SNSP) condenou os salários dos policiais e exigiu que as autoridades estaduais e municipais criem programas de melhor remuneração para os policiais, para que possam ter um "salário justo" para si e suas famílias.

## Alianças
Em 2003, a prisão de vários líderes de cartel de alto nível, incluindo os chefes do Cartel de Tijuana e do Cartel do Golfo, Benjamín Arellano Félix e Osiel Cárdenas Guillén, transformou a guerra contra as drogas em uma guerra trilateral. Enquanto estavam na prisão, Cárdenas e Arellano formaram uma aliança para se defender do Cartel de Sinaloa e Cartel de Juárez, que também se aliaram e planejavam assumir as rotas de contrabando e os territórios do Golfo e do Cartel de Tijuana. Após uma disputa, porém, Cárdenas ordenou que Arellano fosse derrotado, e a aliança Golfo-Tijuana deixou de existir naquele ponto. Foi relatado que, após as consequências, Cárdenas ordenou que Los Zetas fosse para a Baja California para acabar com o Cartel de Tijuana.
A aliança Sinaloa-Juarez também deixou de existir devido a uma dívida não paga em 2007, e agora o Cartel de Sinaloa e Juarez estão em guerra um contra o outro. Desde fevereiro de 2010, os principais cartéis se alinharam em duas facções, uma integrada pelo Cartel de Juárez, Cartel de Tijuana, Los Zetas e Cartel dos Beltrán-Leyva; a outra facção integrada pelo Cartel do Golfo, o Cartel de Sinaloa, o La Familia Michoacana e o Cartel dos Cavaleiros Templários.

## Estrutura

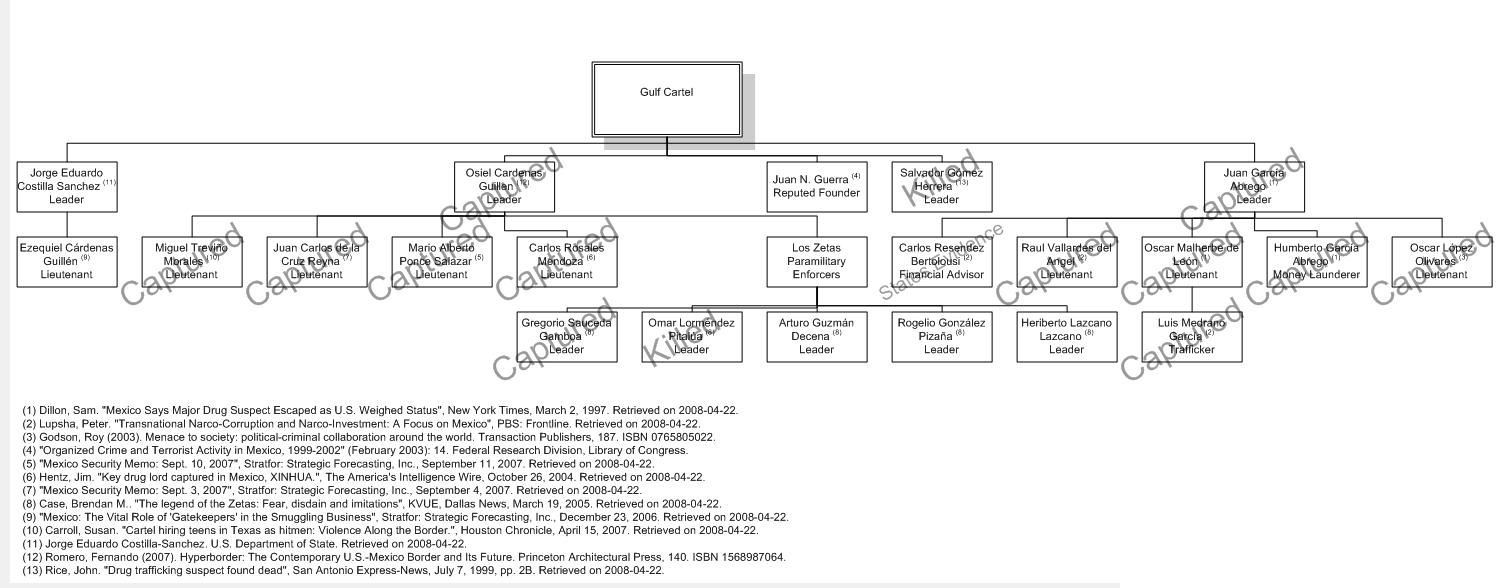
Hierarquia no Cartel do Golfo

A ruptura do Los Zetas deixou Jorge Eduardo Costilla Sánchez e Antonio Cárdenas Guillén no controle total do Cartel do Golfo. No entanto, Cárdenas Guillén morreu em um tiroteio com os fuzileiros navais mexicanos em Matamoros, Tamaulipas em 2010, e Costilla Sanchez tornou-se o único chefe do cartel até sua prisão em setembro de 2012. Mario Cárdenas Guillén, irmão de Osiel e Antonio, tornou-se um dos principais tenentes da organização após sua libertação da prisão em 2007. Além disso, acredita-se que dentro do Cartel do Golfo existam dois grupos — os Rojos e os Metros. O modus operandi do Cartel do Golfo muda sempre que os Estados Unidos tentam fortalecer sua política interna no reforço das fronteiras. Quando o narcotráfico aperta, costumam investir em métodos mais sofisticados para contrabandear drogas, recrutar novos membros, corromper mais funcionários, buscar novas formas de remover obstáculos que impeçam o sucesso imediato da organização, entre tantos outros. Abaixo está a estrutura básica do cartel:
- Halcones (Falcões): Considerados os "olhos e ouvidos" das ruas, os falcões são a posição mais baixa em qualquer cartel de drogas. Eles são responsáveis por supervisionar e relatar as atividades dos militares mexicanos e de seus grupos rivais.[258]
- Sicarios (Sicários): Eles são o grupo armado dentro do cartel de drogas; eles são responsáveis por realizar assassinatos, sequestros, roubos, extorsões, operar esquemos de proteção e defender sua plaza dos grupos rivais e dos militares.[259]
- Lugartenientes (Tenente): A segunda posição mais alta na organização do cartel de drogas; eles são responsáveis por supervisionar os sicarios e halcones dentro de seu território. Eles podem realizar execuções discretas sem a permissão de seus chefes.[260]
- Capos (Barões da droga): Esta é a posição mais alta em qualquer cartel de drogas; eles são responsáveis por supervisionar toda a indústria farmacêutica, nomear líderes territoriais, fazer alianças e planejar execuções de alto nível.[261]

Vale a pena notar que existem outros grupos operacionais dentro dos cartéis de drogas. Por exemplo, os produtores e fornecedores de medicamentos, embora não sejam considerados na estrutura básica, são operadores críticos de qualquer cartel de drogas, juntamente com os financiadores e lavadores de dinheiro. Além disso, os fornecedores de armas operam em um círculo completamente diferente, e tecnicamente não são considerados parte da logística do cartel.
Em junho de 2019, Carlos Abraham Ríos Suárez, também conhecido como El Oaxaco, foi preso. Ele atuou como chefe das operações do cartel em Oaxaca.

## Modus operandi

### Extorsão de proteção
Grupos de crime organizado optam por extorsão de proteção em um esforço para controlar mercados e "manter a ordem interna". Geralmente é visto como uma forma pela qual os criminosos mudam a face legal da segurança e fornecem sua própria forma de "seguro". Essa prática de extorquir dinheiro das pessoas também é vista no tráfico de pessoas no México; os cartéis ameaçam os contrabandistas de pagar uma taxa para usar os corredores e, se eles se recusam a pagar, os narcotraficantes respondem de forma mortal. O Cartel do Golfo opera de forma semelhante, e muitas vezes extorquia negócios para proteger o dinheiro nas áreas onde opera, comprometendo-se a matar aqueles que não concordam em pagar a taxa. Além disso, os cartéis de drogas mexicanos também tributam várias empresas mexicanas dentro dos Estados Unidos e as ameaçam com danos materiais e assassinato se não cumprirem.

### Sequestros
O Cartel do Golfo, junto com seu grupo rival Los Zetas, são os dois cartéis de drogas com mais sequestros em todo o México e "mais da metade dos sequestros do país são atribuídos a eles". E existem várias redes de sequestro do Cartel do Golfo em várias partes de Tamaulipas. Os militares mexicanos mencionaram que nos estados de Tamaulipas e Nuevo Leon, onde o Cartel do Golfo e Los Zetas lutam por território, os sequestros são realizados com muita frequência. Uma agência de inteligência mencionou que o Cartel do Golfo sequestra por três razões:
1. Aumentar as fileiras de seu cartel após a morte ou prisão de seus membros;
2. Para exterminar membros de suas gangues rivais;
3. Para sequestrar pessoas por dinheiro e outros resgates.

Em abril de 2011, na cidade fronteiriça de Reynosa, Tamaulipas, 68 vítimas sequestradas de diferentes partes do México e da América Central foram encontradas em um esconderijo do Cartel do Golfo. Omar Ortiz, mais conhecido por seu apelido El Gato, um ex jogador do Monterrey, que foi preso em janeiro de 2012 por trabalhar em uma rede de sequestros dentro do Cartel do Golfo. O lutador mexicano de lucha libre, Lázaro Gurrola, conhecido como Estrella Dorada, também foi preso por sequestrar pessoas para o Cartel do Golfo.
Nos Estados Unidos, o Cartel do Golfo foi responsável por vários sequestros, principalmente na área metropolitana de McAllen. Os investigadores acreditam que mais sequestros não relatados ocorreram em locais próximos. Quando as vítimas são sequestradas pelos cartéis de drogas em território americano, os sequestradores costumam escondê-las no porta-malas de um carro e levá-las para o México. Os investigadores do FBI disseram que as vítimas são "sequestradas, ameaçadas, agredidas, drogadas e transportadas para o México para se encontrarem com membros do cartel". Relatórios indicam que os sequestradores que trabalham para o Cartel do Golfo treinam com equipamento de paintball "para praticar esquemas de sequestro simulados a fim de se preparar para o sequestro real que pretendem cometer". Em um incidente relatado, Isaac Sanchez Gutierrez, um homem de Palmview, Texas, disse que enfrentou um ultimato: pagar 10 milhões de dólares ao Cartel do Golfo ou transportar 50 carregamentos de drogas do México para os Estados Unidos para libertar seu irmão sequestrado.

### Tráfico humano
Antes de 2010, não estava claro se o Cartel do Golfo controlava o negócio de tráfico humano em seu território ou se simplesmente tributava os operadores pelo uso de seus corredores de contrabando. La Jornada mencionou que antes da ruptura com Los Zetas em 2007, o corredor de Reynosa, Tamaulipas era frequentemente usado para o contrabando humano. O tráfico de pessoas é atualmente controlado por uma célula dentro do Cartel do Golfo conhecida como Los Flacos, dedicada ao sequestro e contrabando de migrantes indocumentados da América do Sul para os Estados Unidos. Opera principalmente no corredor Tabasco–Veracruz–Tamaulipas. O tráfico humano no Vale do Rio Grande tornou-se o "marco zero" e foi considerado o "novo Arizona" em dezembro de 2011 pelo Homeland Security Today. Um agente dos EUA mencionou que os cartéis de drogas que operam na fronteira Estados Unidos–México, e principalmente através do Texas, estão "no controle não apenas do narcotráfico, mas também do contrabando humano".

### Extorsão
Em agosto de 2007, a quadrilha La Maña, um suposto subgrupo do grupo criminoso Los Zetas e do Cartel do Golfo, teria controlado o negócio de extorsão em Matamoros, Tamaulipas. O jornal La Vanguardia mencionou que o Cartel do Golfo recebe "grandes somas de dinheiro extorquindo empresas" em Tamaulipas. Os críticos dizem que a estratégia de capturar os chefões do tráfico muitas vezes resultava no aumento da extorsão, já que os cartéis buscam outras fontes de dinheiro.

### Suborno
Quando o Cartel do Golfo estava transportando toneladas de cocaína para os Estados Unidos e milhões de dólares em dinheiro ao longo da fronteira na década de 1970, Juan García Ábrego decidiu que precisava de mais proteção. Documentos judiciais indicavam que García Ábrego estava subornando vários policiais, promotores e políticos de ambos os lados da fronteira para se manter impune e intocado. Seus ex-amigos e associados mencionaram que o traficante estava pagando a um dos subprocuradores-gerais de Carlos Salinas de Gortari mais de 1,5 milhão de dólares por mês por sua proteção. Ele teria sido protegido por um grande exército privado de homens armados. Um agente aposentado do FBI e especialista em tráfico de drogas explicou que o Cartel do Golfo "recorreu ao suborno" para construir seu império de drogas e consolidar sua proeminência.
Agentes do FBI afirmam que o Cartel do Golfo movimenta milhões de dólares em dinheiro através do Vale do Rio Grande todos os meses, uma quantia tentadora para muitos funcionários dos EUA. Grande parte do dinheiro fica na área, o que fez com que várias autoridades - federais e estaduais - sucumbissem ao "aspecto do dinheiro fácil" que o dinheiro das drogas tem a oferecer. O Cartel do Golfo também suborna jornalistas para persuadi-los a não mencionar nenhum incidente violento na mídia. Além disso, devido aos baixos salários de muitos policiais, o Cartel do Golfo costuma "comprar" muitos policiais no México.

### Roubo
Roubar petróleo da Petróleos Mexicanos (PEMEX) e vendê-lo ilegalmente tem sido uma das muitas atividades de financiamento do Cartel do Golfo. Eles teriam roubado cerca de 40% dos produtos petrolíferos em 2011 no norte do México e depois vendido ilegalmente no México e no mercado negro americano. Um líder do Cartel do Golfo confessou após sua apreensão que “o narcotráfico é o seu principal negócio, mas devido às dificuldades que eles têm encontrado, o roubo de petróleo tem sido uma importante proteção financeira” para o cartel.

### Lavagem de dinheiro
Parte da receita do Cartel do Golfo costuma ser lavada em várias contas bancárias, propriedades, veículos e postos de gasolina. Bares e cassinos costumam ser os centros de lavagem de dinheiro dos cartéis de drogas. Os principais líderes da organização do Golfo, como Juan García Ábrego, Osiel Cárdenas Guillén, Jorge Eduardo Costilla Sánchez e Antonio Cárdenas Guillén, entre outros, foram acusados pelo governo dos Estados Unidos de lavagem de milhões de dólares. Contas bancárias dentro dos Estados Unidos também lavam milhões de dólares para os traficantes do Cartel do Golfo. The Economist mencionou em 1997 que o dinheiro das drogas do Cartel do Golfo no Vale do Rio Grande talvez estivesse movimentando cerca de 20 bilhões de dólares, e que cerca de 15% dos ganhos dos varejistas eram do dinheiro das drogas.

### Tráfico de armas
Em sua maioria, os círculos de tráfico de armas do Cartel do Golfo operam diretamente na fronteira dos Estados Unidos, assim como a maioria dos grupos criminosos no México. No entanto, existem círculos dentro do Cartel do Golfo que coordenam as rotas do tráfico de armas dentro do México. O tráfico de armas dos Estados Unidos para o México, no entanto, é frequentemente realizado individualmente, e não há nenhum grupo criminoso no México ou uma organização internacional que se dedique exclusivamente a essa atividade.
Jesús Enrique Rejón Aguilar, um chefe de primeira linha do Los Zetas, foi pego em 3-7-2011 e afirmou em uma entrevista que foi ao ar na televisão nacional que o Cartel do Golfo, ao contrário do Los Zetas, tem um "acesso mais fácil e rápido às armas no Estados Unidos", e provavelmente trabalha "com algumas pessoas no governo" para traficar armas ao sul da fronteira dos EUA.

### Rede de prostituição
Acredita-se que os círculos de prostituição sejam usados pelo Cartel do Golfo para persuadir os jornalistas a favorecê-los na mídia. As prostitutas também são usadas como informantes e espiãs, e fornecem seus favores sexuais para extrair informações de certos alvos.

### Falsificação
As organizações criminosas mexicanas, como o Cartel do Golfo, lavam dinheiro por meio da falsificação, pois são isentas de impostos e mais acessíveis a pessoas que não podem comprar produtos originais. Os produtos vendidos podem ser roupas, TVs, videogames, música, programas de computador e filmes. Em 2008, no estado de Michoacán, foi relatado que o Cartel do Golfo controlava o negócio de falsificação, onde produzia e vendia milhões de CDs e filmes falsos.

### Personificação da polícia
Relatórios indicam que homens armados do Cartel do Golfo muitas vezes se fazem passar por policiais, usando uniformes militares para confundir gangues de drogas rivais e se mover livremente pelas ruas da cidade.

### Transporte

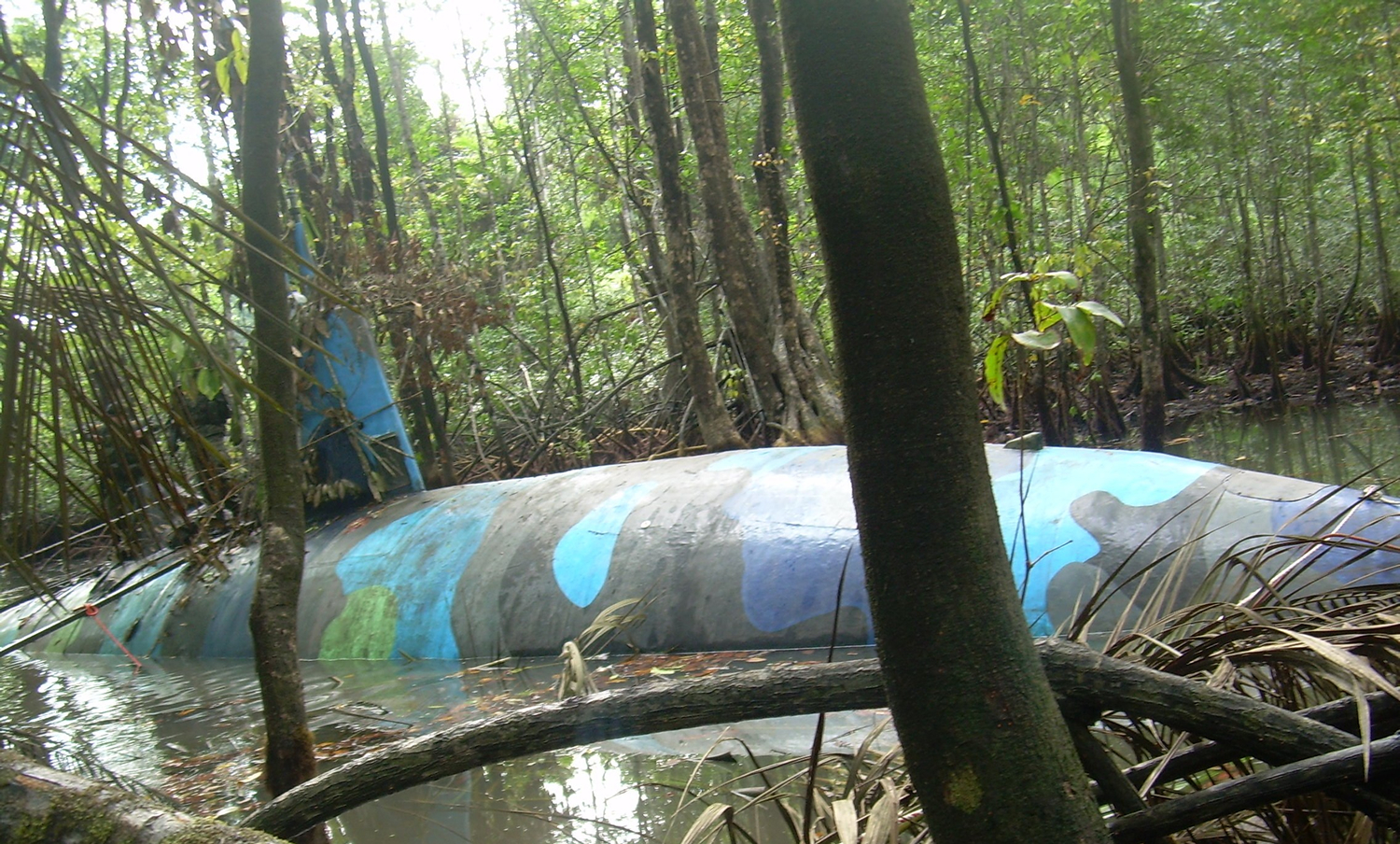
Narcossubmarino apreendido no Equador em julho de 2010

Devido ao território do Cartel do Golfo no norte de Tamaulipas, principalmente nas cidades fronteiriças de Reynosa e Heroica Matamoros, eles conseguiram estabelecer uma sofisticada e extensa rede de tráfico e distribuição de drogas ao longo da fronteira Estados Unidos–México no sul do Texas. Os cartéis de drogas mexicanos que operam na área estão atualmente empregando membros de gangues para distribuir drogas e realizar outras atividades criminosas em seu nome. Entre essas gangues, que variam de gangues de rua a gangues de prisões, estão o Texas Syndicate, os Latin Kings, a Máfia Mexicana, Puro Tango Blast (Vallucos), a Hermandad de Pistoleros Latinos e os Tri-City Bombers — todos baseados no Vale do Rio Grande e Condado de Webb, no Texas.
Embora toda a fronteira Estados Unidos–México tenha experimentado altos níveis de tráfico de drogas e outras atividades de contrabando ilegal por décadas, essa atividade tende a se concentrar em certos setores dentro do Texas. Dois desses setores são o Vale do Rio Grande e o oeste do Texas, perto da área metropolitana de El Paso-Juárez. O alto nível de viagens legítimas e movimentação de bens e serviços entre as cidades fronteiriças dos EUA e do México facilita o comércio de drogas na área. A maior parte do comércio entre os Estados Unidos e o México passa pelo estado do Texas. Devido às suas redes de transporte multifacetadas e à proximidade com as principais áreas de produção do outro lado da fronteira com o México, o Texas é um importante centro de tráfico de drogas. De acordo com o National Drug Intelligence Center, os traficantes costumam usar veículos particulares e caminhões comerciais para traficar narcóticos em todo o estado. As organizações de drogas geralmente usam as Interestaduais I-10, I-20, I-25, I-30 e I-35, bem como as Rodovias 59, 77, 83 e 281 dos Estados Unidos. O Golfo do México também representa um perigo para o fluxo de drogas para o Texas; o Porto de Houston e o Porto de Brownsville permitem que os traficantes usem pequenas embarcações e embarcações de recreio para transportar drogas ilícitas de e para o sul do Texas.
Drogas ilícitas também são contrabandeadas para dentro e através do Texas por meio de aeronaves comerciais, carros, ônibus, trens de passageiros, pedestres e serviços de entrega de encomendas. Narcóticos também são contrabandeados pelas ferrovias que ligam os Estados Unidos e o México. Além disso, os narcotraficantes mexicanos costumam usar pequenos barcos para transportar drogas pelas áreas costeiras do sul do Texas, geralmente operando à noite para evitar que sejam vistos por agentes da lei. Outra via que eles implementaram é a construção de túneis para levar seus produtos através da fronteira. Ao construir um túnel, o cartel pode levar seu produto através da rígida segurança da fronteira sem a possibilidade de detecção. Além dessas vias comuns, uma vez que o produto cruza a fronteira, carros e caminhões comuns são usados para uma distribuição mais rápida em diferentes cidades. Para usar os mares, o cartel também implementou o uso de narcossubmarino.

## Acusações
Em 21 de julho de 2009, a DEA dos Estados Unidos anunciou ações coordenadas contra as organizações de narcotráfico Cartel do Golfo e Los Zetas. Antonio Cárdenas Guillén, Jorge Eduardo Costilla Sánchez, Heriberto Lazcano Lazcano e 15 de seus principais tenentes foram acusados em tribunais federais dos Estados Unidos por crimes relacionados ao narcotráfico, enquanto o Departamento de Estado dos Estados Unidos anunciou recompensas totalizando 50 milhões de dólares por informações que levem à sua captura.
Em maio de 2013, Aurelio Cano Flores (também conhecido como El Yankee) foi condenado a 35 anos de prisão por conspirar para importar quantidades de várias toneladas de maconha e cocaína para os Estados Unidos. Cano Flores, também conhecido como Yeyo, era um ex-policial mexicano e é o membro do Cartel do Golfo de mais alto escalão a ser condenado por um júri dos Estados Unidos em 15 anos.
Em 30 de junho de 2019, Mario Alberto Cárdenas Medina, filho do irmão de Osiel, Mario, foi preso no estado do México. Ele foi preso com uma companheira identificada como Miriam "M" e é acusado de ser responsável pela violência recente em Tamaulipas.
Em março de 2023, uma facção dissidente do Cartel do Golfo chamada Scorpions Group assumiu publicamente a responsabilidade por um incidente em que quatro americanos foram sequestrados, que terminou com a morte de duas das vítimas. Após o incidente, os pistoleiros responsáveis pelo sequestro teriam sido entregues às autoridades e o cartel fez um pedido público de desculpas.

## Na cultura popular
Em Sicario: Day of the Soldado (2018), a CIA incriminou o "Cartel Matamoros" por matar os homens do antagonista para iniciar intencionalmente uma guerra de cartel entre rivais.
O Cartel do Golfo durante o final da década de 1980 e início da década de 1990 é brevemente retratado na série Narcos: México da Netflix, com o ator mexicano Jesús Ochoa interpretando Juan Nepomuceno Guerra e Flavio Medina interpretando o sobrinho Juan García Ábrego.